# Église hussite
Ne doit pas être confondu avec Huttérisme.

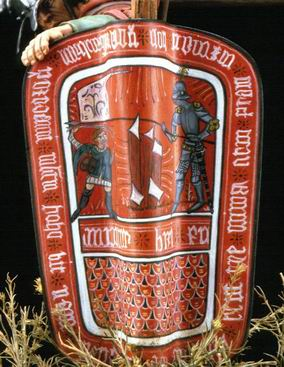
Reconstitution du bouclier hussite d'après un original conservé au Musée national de Prague.

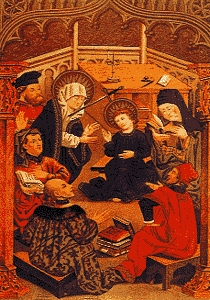
Débats de théologiens hussites en présence du roi Ladislas de Pologne.

Le hussitisme est un mouvement religieux et social inspiré par les doctrines de Jan Hus. Il continue d'inspirer des mouvements religieux actuels : les Frères moraves et l'Église hussite tchécoslovaque.

## Histoire

### La Bohême à l'aube de la révolution hussite
Le roi de Bohême Charles IV de Luxembourg, empereur du Saint-Empire romain germanique, règne alors sur les pays dits « de la Couronne de Bohême », à savoir : la Bohême, la Moravie, la Lusace et la Silésie. Prague est la capitale rayonnante d'un royaume peuplé d'Allemands et de Tchèques ; elle compte environ quarante mille habitants. Le roi gouverne avec la haute noblesse et le haut clergé, et sa cour attire de nombreux artistes italiens, allemands, français ; mais Charles IV meurt en 1378 et Venceslas Ier, son successeur, s'avère être un prince faible et alcoolique, qui n'échappe à l'influence de son cadet Sigismond qu'en tombant sous la coupe des barons de Bohême. La peste finit de ravager le pays en 1380, qui devient peu sûr. Sous l'influence de clercs formés à l'université de Prague, le peuple des villes réclame désormais une piété plus intériorisée, et les critiques contre l'Église, qui détient un tiers des terres du royaume, se multiplient : elle est devenue trop temporelle et plus assez spirituelle.

### Jan Hus
Prédicateur depuis 1402 à la chapelle de Bethléem de Prague,, Jan Hus prêche, avec d'autres, un retour à l'Église apostolique, spirituelle et pauvre. Il pense que la réforme de l'Église doit passer par le pouvoir laïc. Ces propos trouvent des échos dans la haute noblesse qui voit la possibilité de s'attribuer les biens ecclésiastiques.
Des mouvements millénaristes apparaissent également, parlant de faux prophètes et d'Antéchrist : les Taborites. L'idée des temps derniers se fait jour de plus en plus, et beaucoup aspirent à retrouver l'Église originelle. Jan Hus est accusé d'hérésie par les professeurs allemands de Prague. Le roi Venceslas Ier soutient Hus dans un premier temps, puis, quand celui-ci provoque en 1412 un soulèvement contre les indulgences (sur la vente desquelles Venceslas prenait sa part), il lui retire ce soutien. Convoqué au Concile de Constance en 1414 pour se justifier, Jan Hus s'y rend ; emprisonné, convaincu d'hérésie, il est brûlé en 1415. Son disciple Jérôme de Prague, relaps, est brûlé l'année suivante.

### Débuts de la révolution

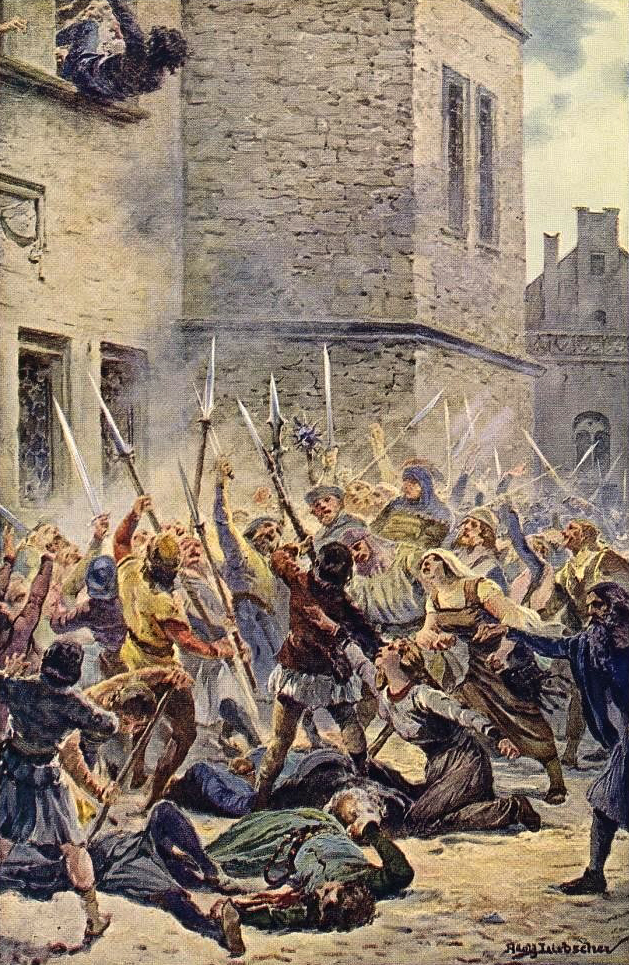
La première défenestration de Prague (d'après Adolf Liebscher, 1857-1919).

Hus est considéré comme un saint par ses partisans. Les principaux, dont Jacques de Mies dit Jacobellus, pratiquent la communion sous les deux espèces (pain et vin). Le calice devient leur symbole de ralliement. Les hussites sont divisés en deux groupes : les utraquistes praguois et les radicaux taborites. La Bohême se divise : la majorité devient hussite, mais quelques villes restent catholiques (Plzeň et les villes moraves de Brno et Olomouc, ainsi que la Silésie et la Lusace).
Le 30 juillet 1419, une procession de la Nouvelle Ville de Prague, conduite par Jan Želivský, prédicateur à Notre-Dame-des-Neiges, est atteinte par une pierre. Des émeutes éclatent, et les hussites prennent l'hôtel de ville, défenestrant les échevins. Le mois suivant, la mort de Venceslas Ier provoque des émeutes marquées par des profanations iconoclastes. En juillet 1420, les hussites élaborent les quatre articles de Prague, qui forment la base de leur programme dont ils exigent la reconnaissance par le pouvoir royal. Ces quatre articles sont : 
1. la communion sous les deux espèces, qui autorise les communiants à boire le vin au calice (privilège jusque-là réservé aux seuls membres du clergé) ;
2. la pauvreté des ecclésiastiques ;
3. la punition des péchés mortels sans distinction du rang ou de la naissance du pécheur ;
4. la liberté du prêche[13].

Leur volonté est également de convertir toute la chrétienté à leurs idées ; pour cela, ils envoient des émissaires partout en Europe.

### Guerres hussites et fin du mouvement
Sigismond, l'héritier de Venceslas au trône de Bohême, se heurte aux barons tchèques adeptes de Hus, qui exigent qu'il prenne fait et cause pour la réforme de l'Eglise. Sous-estimant la force du mouvement, Sigismond refuse de transiger : il proclame qu’il est prêt à prendre les armes ; le 17 mars 1420, à Boroszló (en Silésie), il fait proclamer par le légat du pape qui l’accompagne une bulle papale qui appelle à la croisade contre les hussites. Alors, les hussites brûlent les couvents et saccagent les monastères, tel celui d'Osek (district de Teplice), qui subit deux de leurs assauts.

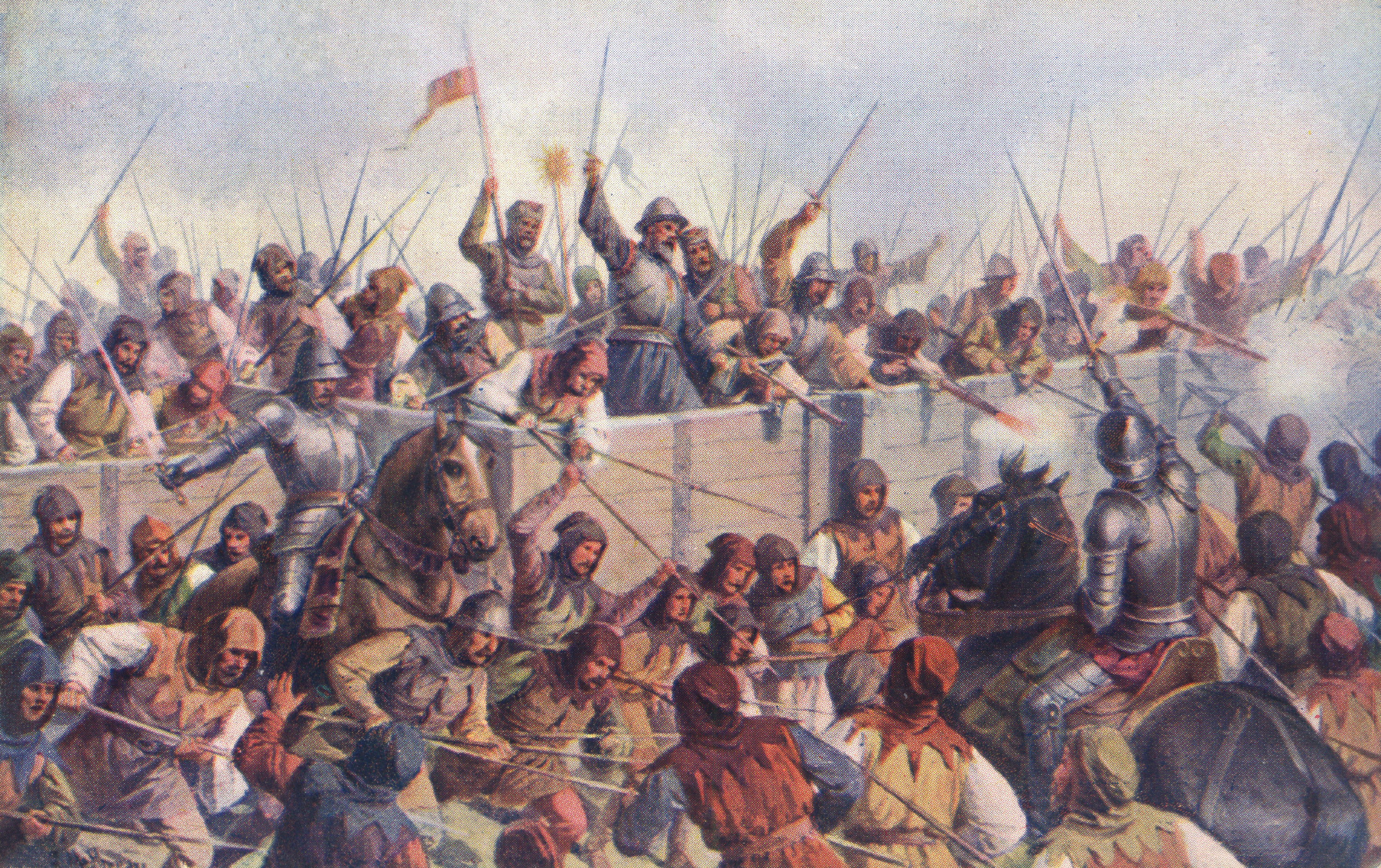
La bataille de Lipany, par Josef Mathauser (1846 – 1917).

Dans l'est de la Bohême, le mouvement donne naissance aux orébites (Orebité) au terme d'une procession au Mont Oreb, dans les environs de Třebechovice pod Orebem. Leur prêcheur est Ambrož Hradecký. La plupart des membres de la noblesse locale rejoignent alors les Frères moraves. Parmi les chefs de l'insurrection, il y a Hynek Krušina de Lichtenburg et Diviš Bořek de Miletínek, capitaine des hussites pour le centre et l'est de la Bohême. Les orébites jouent un rôle militaire décisif dans le succès des hussites : ils incendient le puissant monastère de Mnichovo Hradiště, dans le nord du pays, au début de l'été 1420, puis à l'automne ils font la décision à la bataille de Vyšehrad en faisant leur jonction avec le reste de l'armée hussite. En 1423, ils se joignent aux Sirotci de Jan Žižka.
Conduits par Jan Žižka puis Procope Le Grand, les hussites remportent maintes batailles, ce qui ouvre la voie aux pourparlers qui aboutissent sur un compromis, les Compactata (1433), qui autorisent la communion sous les deux espèces. Les dissensions internes au mouvement sont nombreuses. Les adamites, membre d'une secte ultra, sont exécutés. En 1422, Zelivsky est exécuté en secret à l'hôtel de ville.
Maîtrisant la Bohême et la Moravie, les hussites font des « raids » vers l'extérieur pour essayer d'exporter leur mouvement : Silésie, Haute-Hongrie, Autriche, Saxe de 1429 à 1430, Pologne (1433). Les taborites, qui refusent toute concession, se soulèvent encore et sont vaincus à la bataille de Lipany, en 1434, par les hussites modérés alliés aux catholiques. Ensuite, la diète d'Iglau (actuelle Jihlava) reconfirme les Compactata (1436). En 1458, les hussites et les catholiques s'entendent pour élire Georges de Poděbrady, représentant le juste milieu hussite, sur le trône de Bohême. La diète du royaume de Bohême, réunie à Kutná Hora en 1485 confirme une nouvelle fois les Compactata, qui restent applicables dans le royaume de Bohême jusqu'en 1567.

## Postérité

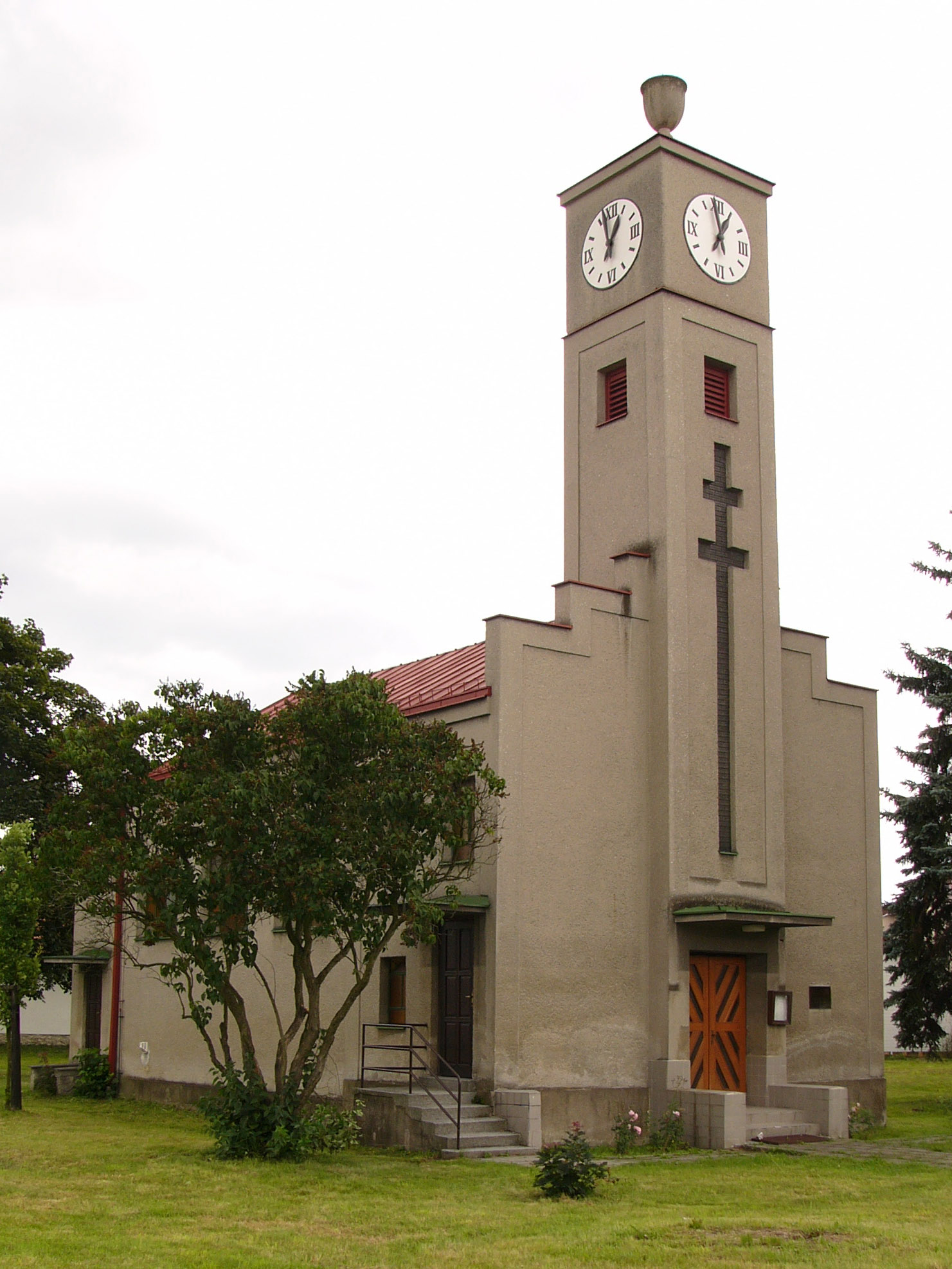
Église d'Olomouc avec, au sommet du clocher, le calice, symbole des hussites.

La plupart des hussites de Bohême subiront au XVIe siècle l'influence du luthéranisme. Les taborites les plus fervents entreront dans l'Église des Frères moraves (présente surtout aux États-Unis) ou dans celle des Frères tchèques. Après la Première Guerre mondiale, une fraction de l'Église catholique fonde l'Église tchécoslovaque qui se réclame de l'héritage du hussisme.
Le hussitisme et son interprétation a joué un rôle très important dans l'historiographie tchèque au XIXe siècle en particulier, en ce qui concerne les rapports entre les communautés tchèques et allemandes en Bohême et en Moravie.
František Palacký, le grand historien tchèque, en fait le sommet du mouvement séculaire de la formation d'une identité nationale tchèque. Josef Pekař (1870-1937), pour sa part, révise les thèses de son prédécesseur en lui reprochant une interprétation parfois erronée des faits pour les faire coller aux débats de son temps. En revanche, et pour des raisons similaires, les hommes politiques de l'entourage de Tomáš Masaryk, le président de la Première République, font de la vision palackienne la doxa idéologique et scolaire (à l'instar de l'apport historique de Michelet en France dans la construction idéologico-politique de la IIIe République). L'héritage de Jan Hus symbolise alors :
- le combat des Tchèques contre l'impérialisme allemand en général et autrichien en particulier,
- l'« humanisme » tchèque contre le prétendu « obscurantisme » catholique,

Il n'est pas interdit de penser que les décrets Beneš et le nettoyage ethnique qui en découle sont la conséquence directe du premier point de cette idéologie, ni que le fait que la Tchéquie soit le pays le plus athée d'Europe soit également un héritage de cette « guerre de religion », en plus de l'apport idéologique du marxisme. Si les rapports de la société tchèque avec la minorité allemande semblent avoir été réglés, une fois pour toutes, avec les décrets Beneš et l'expulsion définitive des Allemands du pays, ceux avec l'Église catholique sont toujours distants. Les débats sur la restitution des biens confisqués par les communistes en 1948 (faut-il rendre à l'Église et aux ordres monastiques les immenses domaines qu'ils possédaient parfois dans l'ancienne Tchécoslovaquie ?) et des procès à haute teneur symbolique, par exemple celui portant sur la propriété (étatique ou religieuse ?) de la cathédrale Saint-Guy dans l'enceinte du château de Prague en sont l'illustration. À cet égard, il faut également tenir compte de la répression autrichienne qui a suivi la défaite de la Montagne Blanche (1620) et qui s'est concrétisée par la dépossession des biens des bourgeois et des citoyens tchèques, au profit de la noblesse et de l'Église.
L'église hussite actuelle, au demeurant peu active, apparaît donc pour bien des catholiques tchèques comme une création politique délibérée des milieux libres penseurs.

### Études
Daniel S. Larangé, La Parole de Dieu en Bohême et Moravie : La tradition de la prédication de Jan Hus à Jan Amos Comenius, Paris, L'Harmattan, coll. « Religions & spiritualité », 2008 [détail de l’édition] (ISBN 978-2-296-06552-9).

### Art et Littérature
Kouichi Ohnishi, Dívčí Vàlka : La guerre des pucelles, Komikku, 2016